# Chionaema affinis
Chionaema affinis là một loài bướm đêm thuộc phân họ Arctiinae, họ Erebidae.